# 內奇沃洛迪夫卡
49°42′16″N 37°30′5″E / 49.70444°N 37.50139°E
內奇沃洛迪夫卡（烏克蘭語：Нечволодівка）是位於烏克蘭東部的村莊，由哈爾科夫州庫皮揚斯克區的金德拉希夫卡市鎮負責管轄。該村始建於1715年，面積1.1平方公里，海拔高度132米，2001年人口480，人口密度每平方公里436.4人。